# Famille de Saint-Exupéry
Pour les articles homonymes, voir Saint-Exupéry (homonymie).
La famille de Saint-Exupéry est une famille subsistante de la noblesse française, d'ancienne extraction, originaire du Périgord. Sa filiation est suivie depuis 1405 et elle a été maintenue noble en 1667.
Elle compte parmi ses membres l'aviateur et écrivain Antoine de Saint-Exupéry, auteur du livre Le Petit Prince publié en 1943.

## Histoire
La famille de Saint-Exupéry est originaire du village de Saint-Exupéry, en Périgord, et non de Saint-Exupéry-les-Roches, près d'Ussel, en Corrèze.
Selon une généalogie dressée par M. de Gaignières, la famille de Saint-Exupéry en Périgord serait issue de Hiblet, fils d’Hélie de Saint-Exupéry, seigneur de Miremont, testant en 1363 et allié à Raymonde de Nayrac.
Chérin écrit au sujet de la famille de Saint-Exupéry du Périgord: «La prétention de MM. de Saint-Exupéry, en Périgord, est d’avoir une origine commune avec la maison de Saint-Exupéry de Miremont, en Limousin, éteinte pendant le XVIe siècle dans la maison de Bourbon-Malause. La proximité des domiciles réciproques favorise la vraisemblance de cette prétention, mais comme on n’a pas connu jusqu’à présent leur jonction, on se borne à la preuve certaine de la filiation qui commence à Géraud de Saint-Exupéry marié dès 1405 à Marie du Fraysse ».
Sur la famille de Saint-Exupéry en Limousin, l'auteur anonyme de Notice généalogique sur la famille de Saint-Exupéry écrit en 1878 : « Il est difficile de déterminer exactement l'origine de la famille de Saint-Exupéry, Moréri et plusieurs généalogistes lui donnent pour berceau la paroisse de Saint-Exupéry, près d'Ussel, en Limousin. ». Sur la famille de Saint-Exupéry en Périgord il précise : « Nous n'avons pu trouver aucun acte authentique original, tel qu'un contrat de mariage, un testament; démontrant qu'Ebles ou Hiblet de Saint-Exupéry, fils d'Élie et de Marthe de Miremont, était père de Géraud qui épousa Marie du Fraysse; nous n'avons que des notes très anciennes, des tableaux généalogiques très respectables, qui s'accordent tous à présenter Ebles, selon les uns, Hiblet, selon les autres, comme fils d'Hélie et de Marthe de Miremont, époux de Marie Vigier et père de Géraud »
Régis Valette dans son ouvrage Catalogue de la noblesse française fait remonter la filiation noble de cette famille à l'année 1405.
Fernand de Saint-Simon dans le Dictionnaire de la noblesse française indique pour cette famille « ancienne extraction, maintenue noble en 1667 ».

## Branches
Philippe de Saint-Exupéry testant en 1469, marié à Valérie-Aymerie de Nouilhac eut plusieurs fils dont :
- Antoine, auteur de la ligne ainée des seigneurs de La Monpellerie, maintenue noble en 1667 et 1698, admise aux honneurs de la Cour en 1765[1].
- Jean, auteur de la ligne cadette des seigneurs de Saint-Amand[1], maintenue noble en 1698 et comparue à Cahors en 1789, d'où est issu Antoine de Saint-Exupéry.

## Branche de Saint-Amand
- Jean Baptiste César de Saint-Exupéry (1791-1843) x le 27 juin 1827 à Bordeaux Antoinette Lehoult (1804-1873)
  - Louis Jean Baptiste Marie Fernand de Saint-Exupéry (1833-1918) x le 28 avril 1862 à Paris 9e Alix Blouquier de Trélan (1843-1906)
    - Martin Louis Marie Jean Marc de Saint-Exupéry (1863-1904) x le 9 juin 1896 Marie Louise Andrée Boyer de Fonscolombe (1875-1972)
      - Marie-Madeleine de Saint-Exupéry (1897-1926), écrivaine
      - Simone de Saint-Exupéry (1898-1978), historienne, femme de lettres
      - Antoine de Saint-Exupéry (1900-1944), écrivain, poète, aviateur et reporter, marié le 12 avril 1931 à Nice Consuelo Suncín Sandoval (1901-1979), écrivaine, journaliste, peintre, sculptrice
      - François de Saint-Exupéry (1902-1917)
      - Gabrielle de Saint-Exupéry (1903-1986) x le 11 octobre 1923 à Saint-Maurice-de-Remens, Pierre de Giraud d'Agay (1900-1996)
        - Mireille de Giraud d'Agay x Roland Lefebvre des Vallières

    - Jean Baptiste Alexis Henri Martin Roger de Saint-Exupéry (1865-1914) x en octobre 1896 Valentine Bazin
      - Guy de Saint-Exupéry (1899) x Andrée Rothéa
        - Jacques de Saint Exupéry x Martine d'Anglejan
          - Patrick de Saint-Exupéry, journaliste

## Personnalités
- Marie-Madeleine de Saint-Exupéry (1897-1927), écrivaine.
- Simone de Saint-Exupéry (1898-1978), historienne, femme de lettres.
- Antoine de Saint-Exupéry (1900-1944), écrivain, poète, aviateur et reporter.
- Patrick de Saint-Exupéry (1962), journaliste.

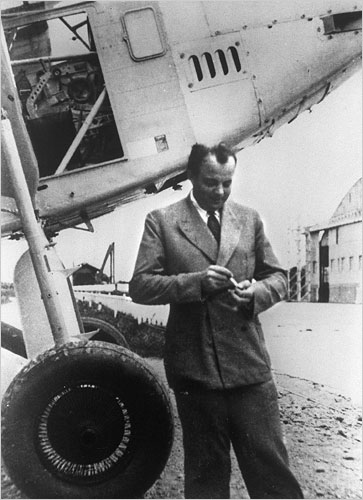
Antoine de Saint-Exupéry
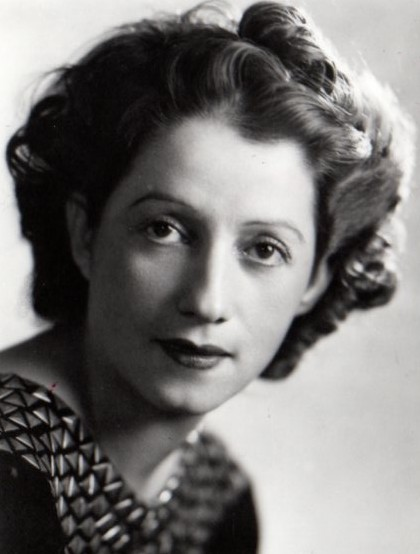
Consuelo de Saint-Exupéry, née Consuelo Suncín Sandoval
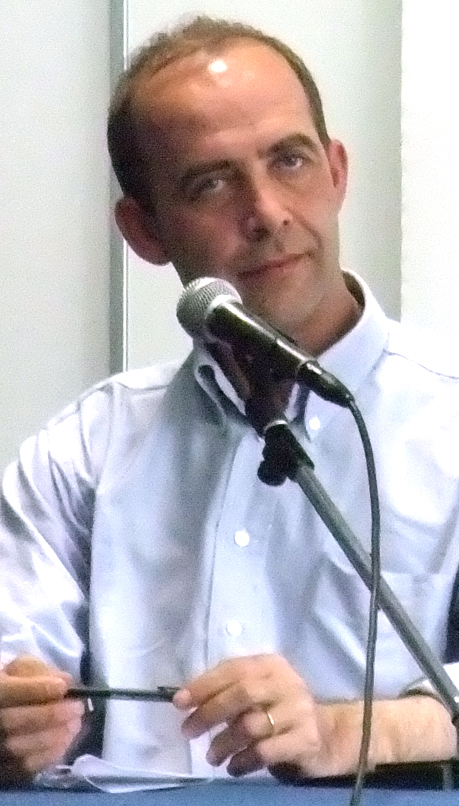
Patrick de Saint-Exupéry

## Propriétés
La terre de Saint-Amand a été vendue le 15 avril 1816 après être restée 227 ans dans la branche cadette de la famille de Saint-Exupéry.
Le château Malescot Saint-Exupéry est un domaine viticole acheté en 1827 par Jean-Baptiste de Saint-Exupéry, arrière-grand-père d'Antoine de Saint-Exupéry.

## Héraldique
| Armes                           | Blasonnement                                                                                           | Image                                     |
| Armes anciennes                 | D'azur à l'épée d'argent garnie d’or.                                                                  | Blason Famille du Faysse                  |
| Armes adoptées au XVIIIe siècle | Écartelé : aux I et IV, d’or au lion de gueules ; aux II et III, d‘azur à l’épée d’argent garnie d’or. | Blason Famille de Saint-Exupéry de Faysse |

## Titres
La famille de Saint-Exupéry porte les titres de courtoisie de marquis et comte de Saint-Exupéry.
Louis-Jean-Baptiste de Saint-Exupéry, est qualifié de comte de Saint-Exupéry dans les procès-verbaux des élections des députés aux État-généraux de 1789.
Son père, Jean-Gratien de Saint-Exupéry, dit le comte de Saint-Amans, est qualifié dans son contrat de mariage du 10 janvier 1736 de haut et puissant seigneur comte de Saint-Amans, terre vendue le 15 avril 1816 après être restée 227 ans dans la famille de Saint-Exupéry.

## Alliances
Les principales alliances de la ... :
- ligne ainée sont[1] : du Fraysse (1405), de Nouilhac, de Foucauld, Petite, Bertin (1545), de Bourbon-Lavedan (1571), de Vassal de La Tourette (1587), de La Bermondie (1624), Chancel (1648), Rey (1656), de Douet (1697), de Gironde (1707), de Beaudet (1734), de Cugnac (1756), de La Grange-Gourdon (1770), de Combault-Plinpoin (1809), Grenet de Blérancourt (1811), de Laurière-Moncaut (1847), de Bengy (1848) de Vezet (1856), de Fontville (1870), de Couhé de Lusignan[10], de Castillon (1878), d’Andoque de Serièges, Cochon de Lapparent, Jouan de Kervenoaël (1892), d’Esparbès de Lussan, de Marliave, de Quatrebarbes (1920), d'Anglejan (1961).

- ligne cadette sont[1] : de Mérens (1511), du Verdier (1545), de Parazols (1589), de La Valette-Parisot (1630), du Breulh (1666), Dordre (1704), de Montméjan (1736), Green de St-Marsault (1790), Lehout (1827), d’Escaffres (1834), Blouquier de Trélan (1862 et 1865), Boyer de Fonscolombe (1896), Suncín Sandoval (1931).

## Postérité
De nombreuses rues en France portent le nom Saint-Exupéry en souvenir d'Antoine de Saint-Exupéry